# Stazione di Iselle di Trasquera

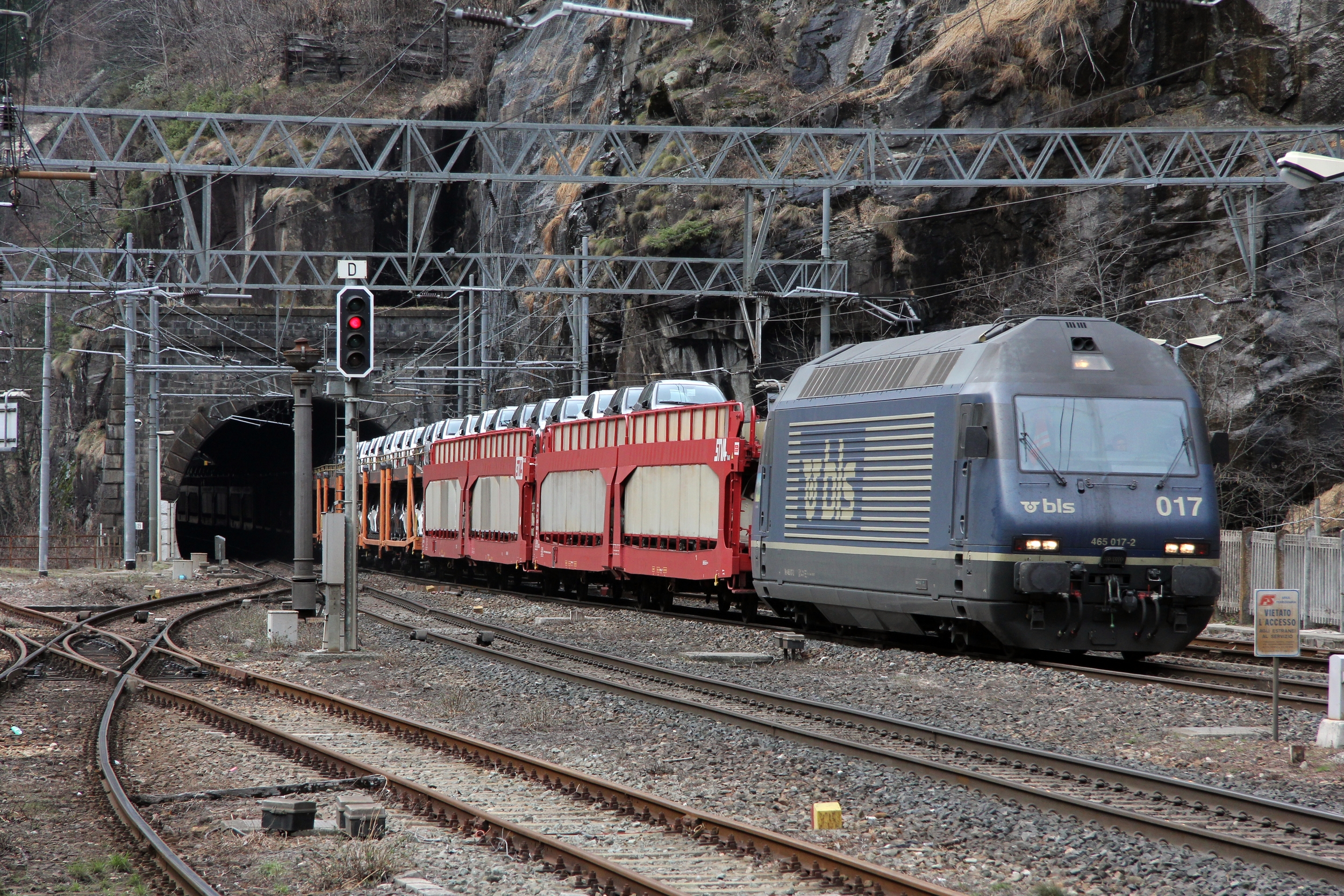
Locomotiva BLS Re 460 in transito presso la stazione con un carico di autoveicoli in direzione Domodossola

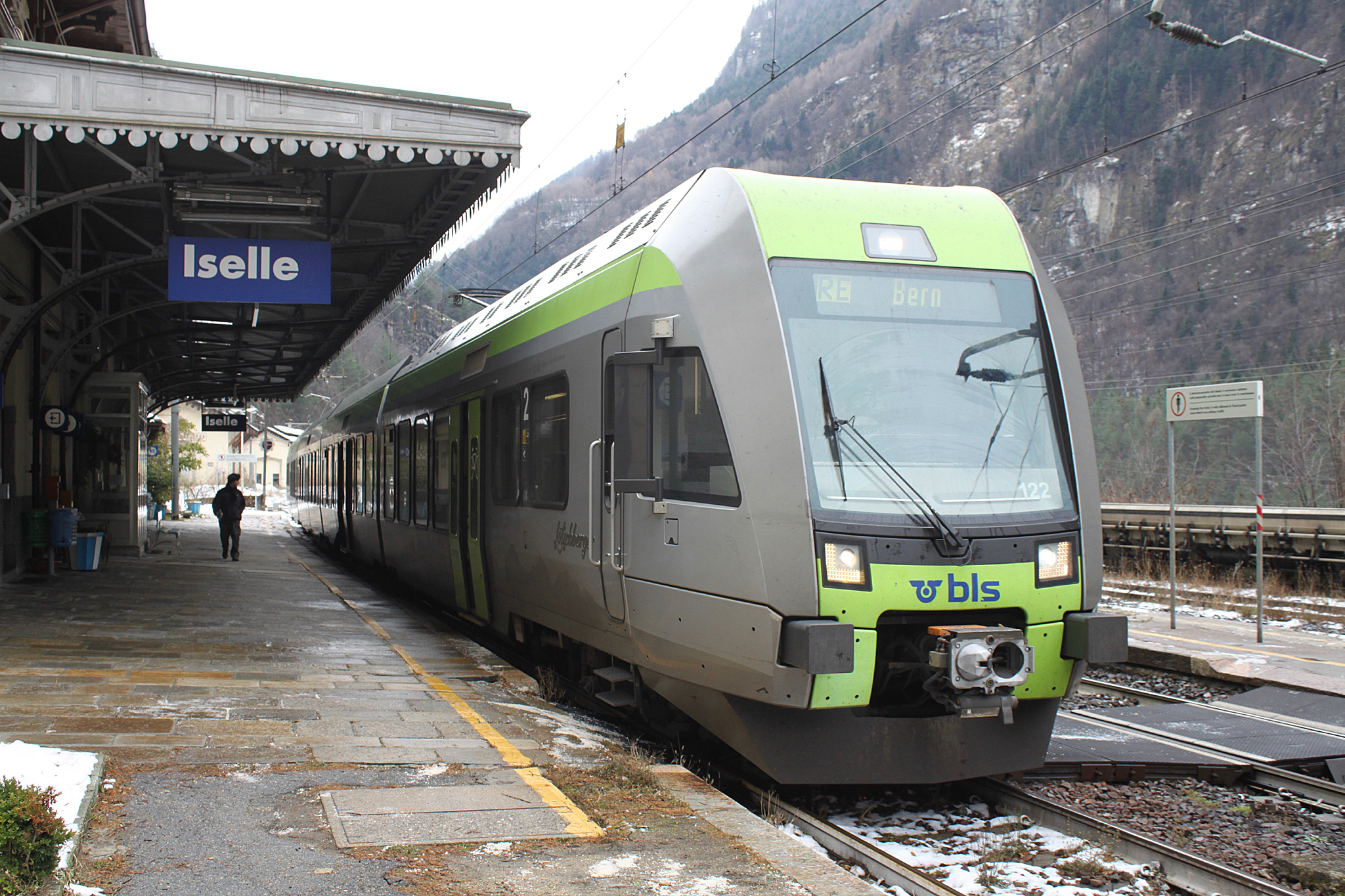
Treno BLS RABe 535 per Berna in partenza

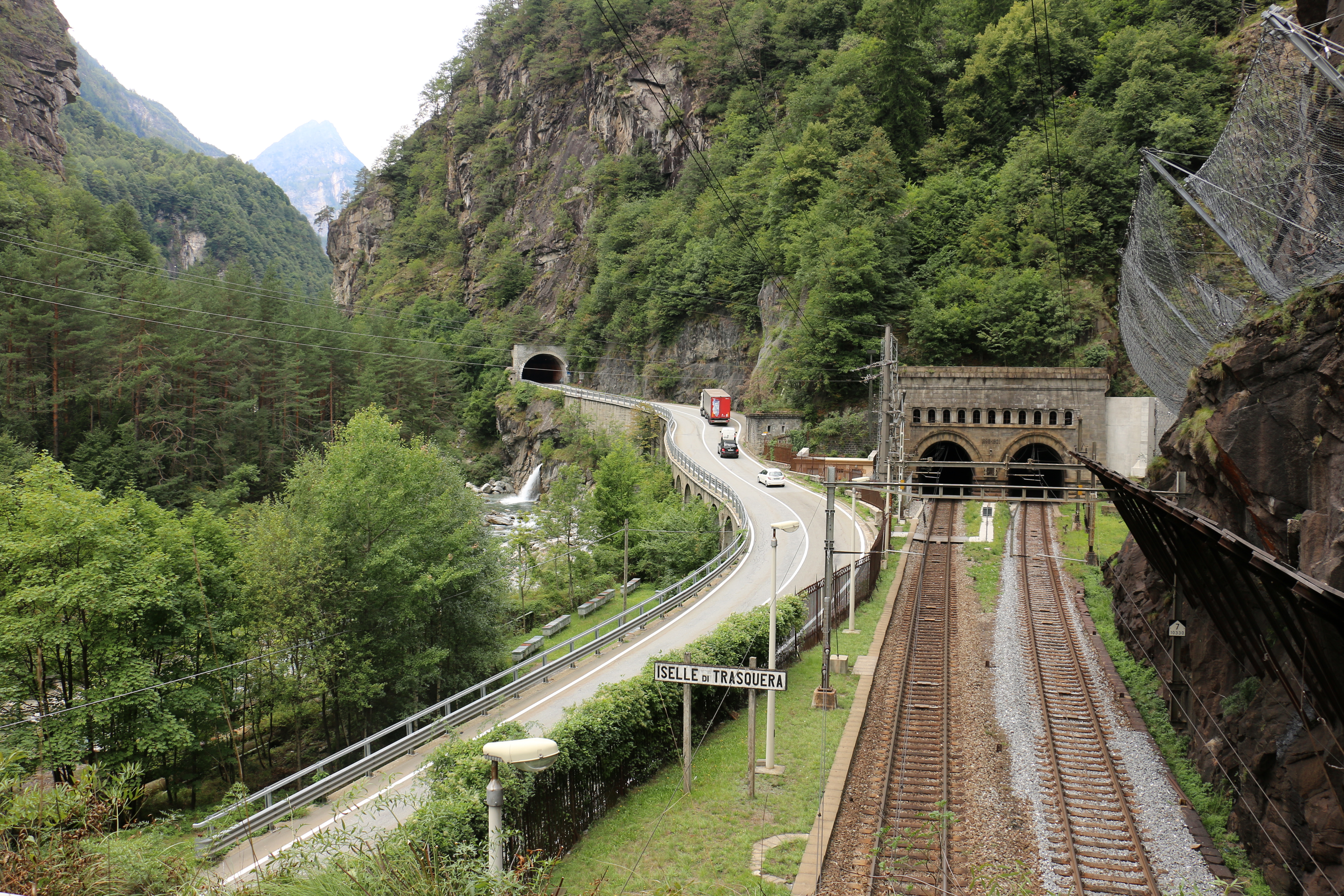
Il portale sud del Traforo del Sempione

La stazione di Iselle di Trasquera è una stazione ferroviaria della ferrovia Briga-Domodossola, posta nel territorio comunale di Trasquera, in provincia del Verbano-Cusio-Ossola. È situata al portale sud del Traforo del Sempione.
Fino al 1929 era stazione in cui avveniva il cambio di locomotiva alla testa dei treni; infatti la tratta Briga-Iselle era a trazione elettrica mentre la Iselle-Domodossola era esercitata con locomotive a vapore.
È punto di partenza e arrivo dei treni con trasporto auto per e da Briga.
Il villaggio di Iselle che ha dato il nome alla stazione si trova a circa un chilometro di distanza salendo il fiume Diveria verso il passo del Sempione.

## Strutture e impianti
In tutta la stazione è attivo il sistema ETCS L1.

## Servizi
La gestione dell'impianto è affidata a Rete Ferroviaria Italiana, controllata del gruppo Ferrovie dello Stato, che lo classifica ai fini commerciali in categoria bronze. Nonostante la stazione sia gestita da RFI, viene servita solamente da treni svizzeri della ferrovia BLS. Questo perché la stazione è situata dopo quella di Domodossola, dove avviene il passaggio tra la rete elettrica di tipo italiano (3000 volt a corrente continua) e quella di tipo svizzero (15 kV in corrente alternata). Questo significa che nessuna locomotiva italiana tradizionale è tecnicamente in grado di raggiungere la stazione. Il collegamento con Domodossola viene garantito dalle ferrovie svizzere BLS, così come quello per Briga. Nella tratta circolano anche treni trasfrontalieri di Trenitalia e delle ferrovie federali svizzere FFS, tuttavia senza fermarsi.